# (9533) Aleksejleonov
(9533) Aleksejleonov  es un asteroide perteneciente al cinturón de asteroides, descubierto el 28 de septiembre de 1981 por Liudmila Zhuravliova desde el Observatorio Astrofísico de Crimea, en Rusia.

## Designación y nombre
Aleksejleonov se designó inicialmente como 1981 SA7.
Más adelante fue nombrado en honor al cosmonauta soviético, primero en realizar un paseo espacial, Alekséi Leónov (n. 1934).

## Características orbitales
Aleksejleonov orbita a una distancia media del Sol de 2,6191 ua, pudiendo acercarse hasta 2,1633 ua y alejarse hasta 3,0750 ua. Tiene una excentricidad de 0,1740 y una inclinación orbital de 6,6058° grados. Emplea en completar una órbita alrededor del Sol 1548 días.

## Características físicas
Su magnitud absoluta es 13,5. Tiene 9,552 km de diámetro. Su albedo se estima en 0,064.